# Sinagoga Ibn Danan
La sinagoga Ibn Danan (in arabo معبد ابن دنان‎?) è una sinagoga di Fès, in Marocco, risalente al XVII secolo. Fu costruita da Mimoun Ben Sidan, un benestante mercante di Ait Ishaq.

## Architettura
La sinagoga era un tempo una delle tante all'interno del mellah (quartiere ebraico) di Fès, e non è la più elaborata. Vi si accede tramite una semplice porta indistinguibile dalle porte delle case vicine, che conduce immediatamente ad una breve rampa di scale. Da qui si arriva ad un ambiente rettangolare.
La costruzione è in muratura, rivestita con intonaco. Il soffitto è il legno, con travi a vista e dipinte. La stanza è illuminata da piccole finestre posizionate in alto sulle pareti. 
Le fotografie del 1954 mostrano un soffitto a cui erano appese numerose lampade commemorative, in seguito scomparso. Le pareti sono ricoperte da piastrelle blu in stile marocchino. 
Il grande Aron haQodesh copre la larghezza di un'intera parente ed è in legno intagliato. La parete al di sopra di esso è decorata con stucchi finemente intagliati nel legno.
Di fronte alla Aron haQodesh c'è una nicchia rialzata, separata dallo spazio di preghiera principale per mezzo di una schermata in legno riccamente intagliato, con una serie di archi. È stato concepito come salotto per i membri più illustri della comunità. 
Al Bimah si accede tramite questo spazio, costruito come una piccola piattaforma al di fuori della zona rialzata. Il bimah in legno è sormontato da un baldacchino in ferro battuto con archi in stile islamico e forme floreali, che si conclude con una corona.
Il primo restauro di cui si ha notizia risale al 1870. La comunità ebraica di Fés si è attivata per la sua conservazione ed è riuscita ad ottenerne la nomina nel 1996 tra i World Monuments Watch del World Monuments Fund. Secondo il fondo, l'intonaco si stava staccando, i tetti crollavano, le travi allagate marcivano e le finestre erano rotte e mancanti. L'organizzazione ha contribuito a ripristinare la sinagoga con un finanziamento dell'American Express e con la collaborazione del ministero della cultura del Marocco e della Fondazione per il patrimonio culturale giudeo-marocchino (Fondation du Patrimoine Culturel giudaico-marocain). Dopo il restauro, la sinagoga è stata riaperta nel 1999.